# NGC 967
NGC 967 је елиптична галаксија у сазвежђу Кит која се налази на NGC листи објеката дубоког неба.
Деклинација објекта је - 17° 12' 59" а ректасцензија 2h 32m 12,8s. Привидна величина (магнитуда) објекта NGC 967 износи 12,6 а фотографска магнитуда 13,6. NGC 967 је још познат и под ознакама ESO 545-31, MCG -3-7-30, NPM1G -17.0096, PGC 9654.